# یواس‌اس انتاریو (۱۸۶۳)
یواس‌اس انتاریو (۱۸۶۳) (به انگلیسی: USS Ontario (1863)) یک ناوچه دریانوردی آمریکایی بود. تاریخ آب‌اندازی این ناوچه ۱۸۶۳ میلادی می‌باشد.